# Бугарска на Европском првенству у атлетици у дворани 1975.
Бугарска  је учествовала на  6. Европском првенству у дворани 1975.  одржаном  8. и 9. марта у Спортско-забавној дворани Сподек у Катовицама, (Пољска). Репрезентацију Бугарске у њеном  6 учешћу европским првенствима у дворани представљало је 19 спортиста (8 мушкараца и 11 жена) који су се такмичили  који су се такмичили у 9 дисциплина (3 мушке и 6 женских).
Са 4 освојене медаље (1 златне и 3 бронзане) Бугарска је у укупном пласману заузела 10. место  од  16 земаља које су на овом првенству освајале медаље, односно 24 земаља учесница.
У табели успешности (према броју и пласману такмичара који су учествовали у финалним такмичењима (првих 8 такмичара)) Бугарска је  заузела 5. место са 45 бодова  од 18. земаља које су имале представнике у финалу,  односно  њих 6. Аустрија, Данска, Луксембург Норвешка Турска и Шпанија, нису имале финалисте.
| Плас. | Земља    | 1. место | 2. место | 3. место | 4. место | 5. место | 6. место | 7. место | 8. место | Бр. финал. - Бод. |
| ----- | -------- | -------- | -------- | -------- | -------- | -------- | -------- | -------- | -------- | ----------------- |
| 5.    | Бугарска | 1 − 8    | −        | 3 − 6    | 1 − 5    | 1 − 4    | 2 − 3    | 2 − 2    | −        | 10 − 45           |

## Учесници
| Бр. | Дисциплина   | Мушкарци | Жене                                | Укупно |
| --- | ------------ | -------- | ----------------------------------- | ------ |
| 1.  | 400 м        |          | Јорданка Филипова                   | 1      |
| 2.  | 800 м        |          | Росица Пехливанова Николина Штерева | 2      |
| 3.  | 1.500 м      |          | Румјана Чацдарова Василена Азмина   | 2      |
| 4.  | 60 м препоне |          | Пенка Бонева                        | 1      |

| Бр. | Дисциплина   | Мушкарци                                                      | Жене                                                                | Укупно   |
| --- | ------------ | ------------------------------------------------------------- | ------------------------------------------------------------------- | -------- |
| 5.  | Скок увис    | Rumen Yotsov                                                  |                                                                     | 1        |
| 6.  | Бацање кугле | Валчо Стојев Михаил Кјошев Николај Христов                    | Иванка Христова Елена Стојанова                                     | 5        |
| 7.  | 4 х 2 круга  | Красимир Гутев, Нарцис Попов, Јордан Јорданов, Јанко Братанов | Галина Елчева, Марија Сабева, Бисерка Палазова, Јорданка Филипова** | 7 (8)    |
|     | Укупно (5)   | 2                                                             | 11 (12)*                                                            | 19 (20)* |

- Број звездица уз име такмичара означава у колико је дисциплина учествовао.

## Освајачи медаља (4)

### Злато (1)
- Валчо Стојев — бацање кугле

### Бронза (3)
- Красимир Гутев,  Нарцис Попов, Јордан Јорданов, Јанко Братанов — 4 х 2 круга
- Росица Пехливанова — 800 м
- Иванка Христова —  бацање кугле

## Резултати

### Мушкарци
| Атлетичар                                                       | Дисциплина          | Лични рекорд | Квалификације | Квалификације | Полуфинале | Полуфинале | Финале   | Финале   | Детаљи |
| Атлетичар                                                       | Дисциплина          | Лични рекорд | Резултат      | Место         | Резултат   | Место      | Резултат | Место    | Детаљи |
| --------------------------------------------------------------- | ------------------- | ------------ | ------------- | ------------- | ---------- | ---------- | -------- | -------- | ------ |
| Rumen Yotsov                                                    | скок увис           |              |               |               |            |            | 2,13     | 13. / 18 |        |
| Валчо Стоев                                                     | бацање кугле        | 20,30        | 20,29         |               |            |            |          |          |        |
| Михаил Кјошев                                                   | бацање кугле        |              | 18,82         | 5. / 7        |            |            |          |          |        |
| Николај Христов                                                 | бацање кугле        |              | 18,61         | 7. / 7        |            |            |          |          |        |
| Красимир Гутев, Нарцис Попов, Јордан Јорданов, Јанко Братанов\| | штафета 4 х 2 круга |              | 2:32,1        |               |            |            |          |          |        |

### Жене
| Атлетичарка                                                         | Дисциплина          | Лични рекорд | Квалификације | Квалификације | Полуфинале            | Полуфинале            | Финале                | Финале | Детаљи |
| Атлетичарка                                                         | Дисциплина          | Лични рекорд | Резултат      | Место         | Резултат              | Место                 | Резултат              | Место  | Детаљи |
| ------------------------------------------------------------------- | ------------------- | ------------ | ------------- | ------------- | --------------------- | --------------------- | --------------------- | ------ | ------ |
| Јорданка Филипова                                                   | 400 м               |              | НС            | НС            | није се квалификовала | није се квалификовала | није се квалификовала | БП     |        |
| Росица Пехливанова                                                  | 800 м               |              | 2:07,4        | 4. у гр. 1 кв |                       |                       | 2:06,3                |        |        |
| Николина Штерева                                                    | 800 м               |              | 2:07,1 КВ     | 2. у гр. 2    | 2:20,4                | 6. / 12               |                       |        |        |
| Румјана Чавдарова                                                   | 1.500 м             |              | 4:17,6 КВ     | 3. у гр. 2    | 4:23,2                | 7. / 16               |                       |        |        |
| Василена Амсина                                                     | 1.500 м             |              | 4:36,4        | 6. / 1        | није се квалификовала | 12. / 14              |                       |        |        |
| Пенка Бонева                                                        | 60 м препоне        |              | 8,55          | 6. у гр. 2    | није се квалификовала | 12. / 12.             |                       |        |        |
| Иванка Христова                                                     | бацање кугле        |              |               |               |                       |                       | 10,35                 |        |        |
| Елена Стојанова                                                     | бацање кугле        |              | 18,34         | 6. / 8        |                       |                       |                       |        |        |
| Галина Елчева, Марија Сабева, Бисерка Палазова, Јорданка Филипова** | штафета 4 х 2 круга |              | 2:56,4        | 4. / 4        |                       |                       |                       |        |        |

## Биланс медаља Бугарске после 6. Европског првенства у дворани 1970—1975.
|      | ЕП     |   |   |   |    | УП  |
| 1.   | 1970.  | 0 | 0 | 0 | 0  | 0   |
| 2.   | 1971.  | 0 | 0 | 3 | 3  | 11. |
| 3.   | 1972.  | 0 | 0 | 3 | 3  | 12. |
| 4.   | 1973.  | 3 | 1 | 0 | 4  | 2.  |
| 5.   | 1974.  | 1 | 1 | 0 | 2  | =9. |
| 6.   | 1975.  | 1 | 0 | 3 | 4  | 10. |
| 1-6. | Укупно | 5 | 2 | 9 | 16 | 8.  |

|    | Атлетичар/ка      |   |   |   |   |
| 1. | Тонка Петрова     | 1 | 2 | 1 | 4 |
| 2. | Јорданка Благоева | 1 | 0 | 1 | 2 |
| 2. | Стефка Јорданова  | 1 | 0 | 1 | 2 |
| 4. | Светла Златева    | 0 | 0 | 2 | 2 |
| -- | ----------------- | - | - | - | - |

## Бугарски освајачи медаља после 6. Европског првенства 1970—1975.
|     | Атлетичар/ка                                                               | м | ж  | ЕП       | Дисциплина   |   |   |   |    |
| --- | -------------------------------------------------------------------------- | - | -- | -------- | ------------ | - | - | - | -- |
| 1.  | Иванка Венкова, Иванка Кошничарска Софка Казанчева, Монка Бобчрва          |   | ж  | 1971.    | 4 х 200 м    |   |   |   |    |
| 2.  | Светла Златева (1), Стефка Јорданова(1) Dshena Бинева, Тонка Петрова (1)\| |   | ж  | 1971.    | 4 х 400 м    |   |   |   |    |
| 3.  | Krestyu Христов, Александер Јанев Александер Попов, Јордан Попов           | м |    | 1971.    | 4 х 400 м    |   |   |   | 3  |
| 4.  | Светла Златева (2)                                                         |   | ж  | 1972.    | 800 м        |   |   |   |    |
| 5.  | Василена Амзина                                                            |   | ж  | 1972.    | 1.500 м      |   |   |   |    |
| 6.  | Јорданка Благоева (1)                                                      |   | ж  | 1972.    | скок увис    |   |   |   | 3  |
| 7.  | Стефка Јорданова (2)                                                       |   | ж  | 1973.    | 800 м        |   |   |   |    |
| 8.  | Јорданка Благоева(2)                                                       |   | ж  | 1973.    | скок увис    |   |   |   |    |
| 9.  | Дијана Јоргова                                                             |   | ж  | 1973.    | скок удаљ    |   |   |   |    |
| 10. | Тонка Петрова (2)                                                          |   | ж  | 1973.    | 1.500 м      |   |   |   | 4  |
| 11. | Тонка Петрова (3)                                                          |   | ж  | 1974.    | 1.500 м      |   |   |   |    |
| 12. | Лиљана Томова, Соња Захаријева, Јорданка Филипова,Тонка Петрова (4)        |   | ж  | 1974.    | 4 х 2 круга  |   |   |   | 2  |
| 13. | Ванчо Стоев                                                                | м |    | 1975.    | бацање кугле |   |   |   |    |
| 14. | Красимир Гутев, Нарцис Попов, Јордан Јорданов, Јанко Братанов              | м |    | 1975.    | 4 х 2 круга  |   |   |   |    |
| 15. | Росица Пехливанова                                                         |   | ж  | 1975.    | 800 м        |   |   |   |    |
| 16. | Иванка Христова                                                            |   | ж  | 1975.    | бацање кугле |   |   |   |    |
|     | Укупно                                                                     | 3 | 13 | 1970—75. |              | 5 | 2 | 9 | 16 |